# Donglintemplet
Donglintemplet (förenklad kinesiska: 东林寺; traditionell kinesiska: 東林寺; pinyin: Dōnglínsì; bokstavligen "Östra skogstemplet") är ett rena land-buddhistiskt kloster beläget cirka 20 kilometer från Jiujiang, Jianxi, Kina. Det byggdes år 386 vid foten av berget Lushan av Hui-yuan. Hui-yuan anses av vissa vara grundaren av rena land-buddhismen. Klostret är välkänt för att det har stått så länge utan att rasa.
Klostret blev mycket inflytelserikt under Tangdynastin (618-907), men blev allvarligt skadat under Taipingupproret, och nästan förstört under Republiken Kina (1912–1949). 
Till skillnad från många andra turistplatser i Kina, behöver inte besökare betala någonting för att besöka templet. Besökare kan få äta gratis, vegetarisk mat tillsammans med munkar (vid 6:00–6:30, 11:00–11:30 och 17:00–17:30) efter att ha deltagit i deras nianforiter.
Den nuvarande abboten av templet, Mästare Da'an (大安法師), var tidigare professor vid Beijings universitet för internationell handel och ekonomi.
Diverse platser har tagit namnet från templet, såsom Donglin Akademin (東林書院) och Tōrin-in (東林院) (tempel i Japan).

## Byggnader

### Gästhus
Gästhus finns tillgängliga gratis för turister som kan bor där i upp till tre dagar. Liksom i kloster är könen uppdelade och rum måste delas.

### Stora Donglinbuddhan
Efter årtionden av donationsinsamling byggde templet en 48 meter hög staty av Amitabha Buddha, omringad av en 80 meter hög flammskulptur.

## Galleri

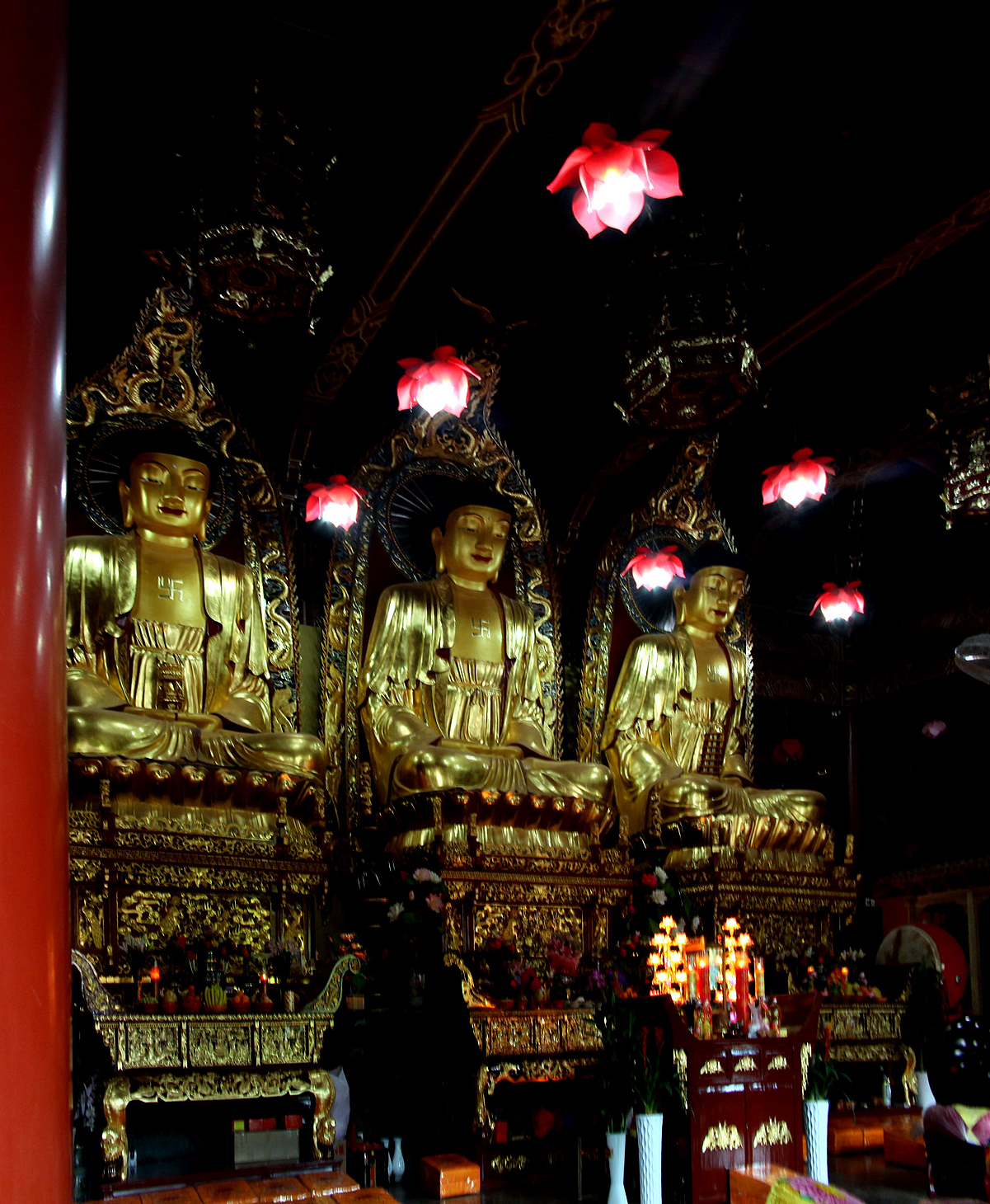
Amitabha Buddha (vänster), Gautama Buddha (mitten), och Medicin Buddhan (höger)
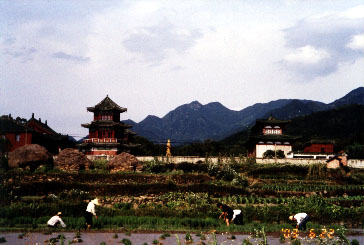
En bild på templet från långt avstånd, med bönder som arbetar i förgrunden
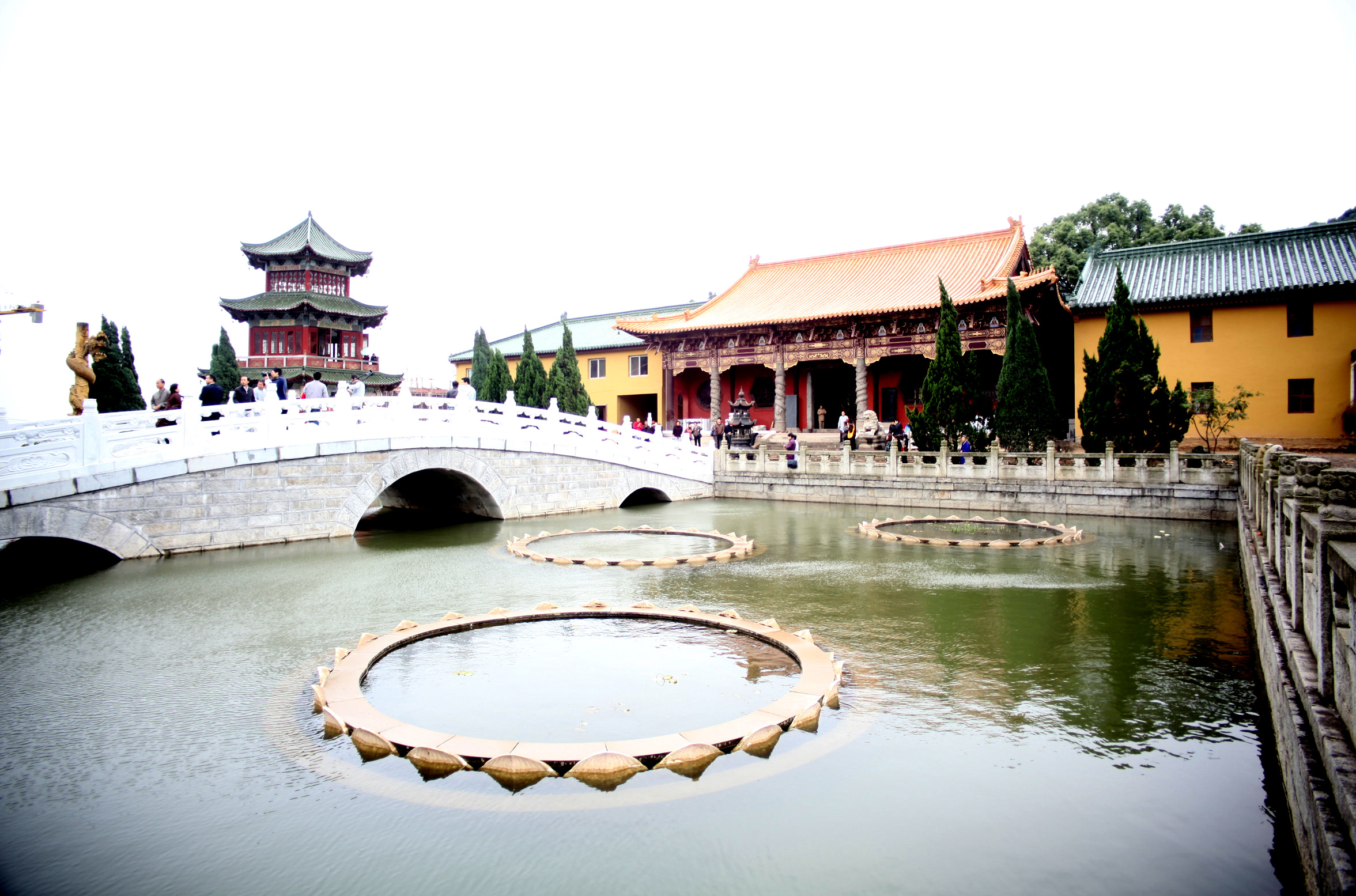
Donglintemplets lotusdamm
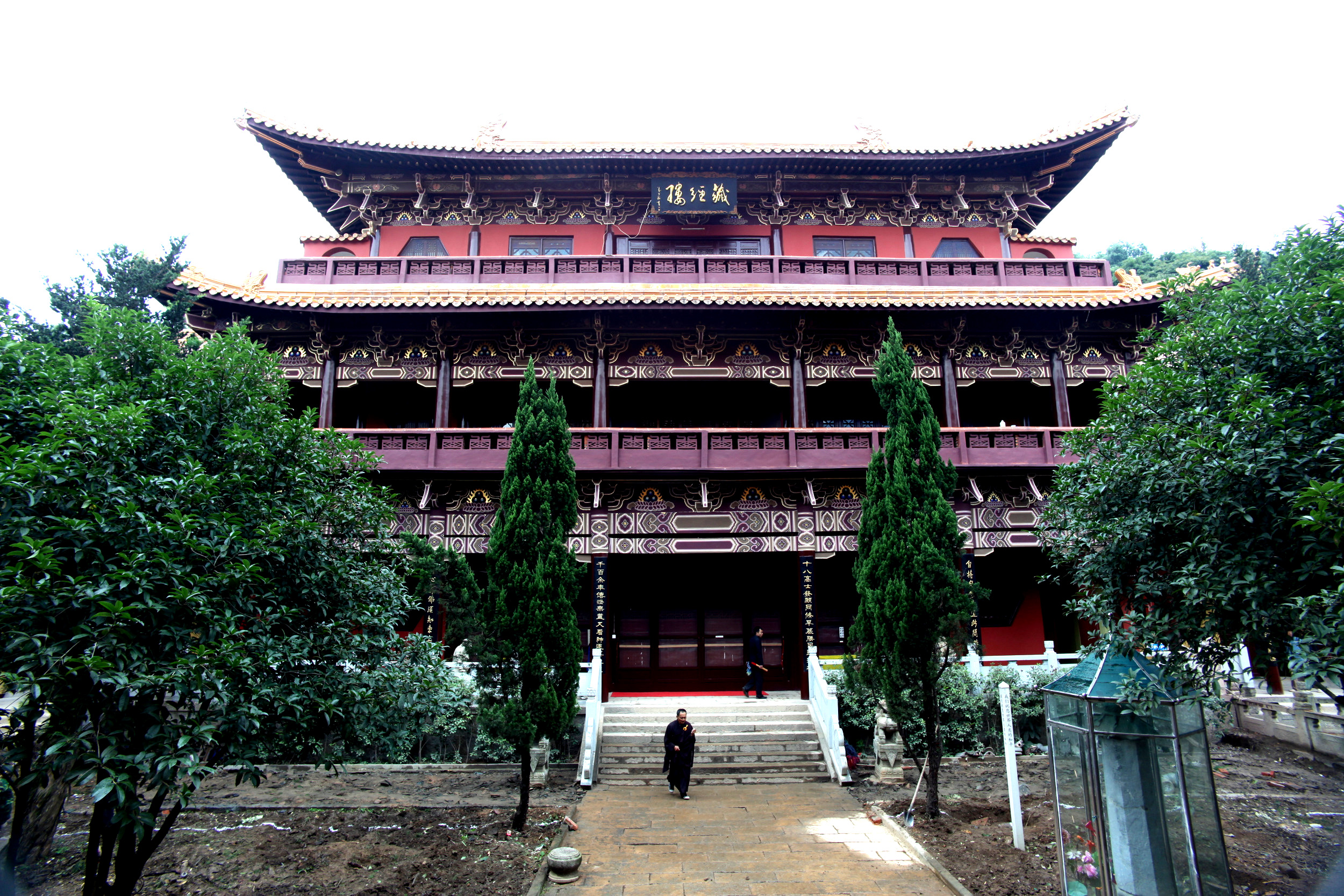
Donglintemplets bibliotek
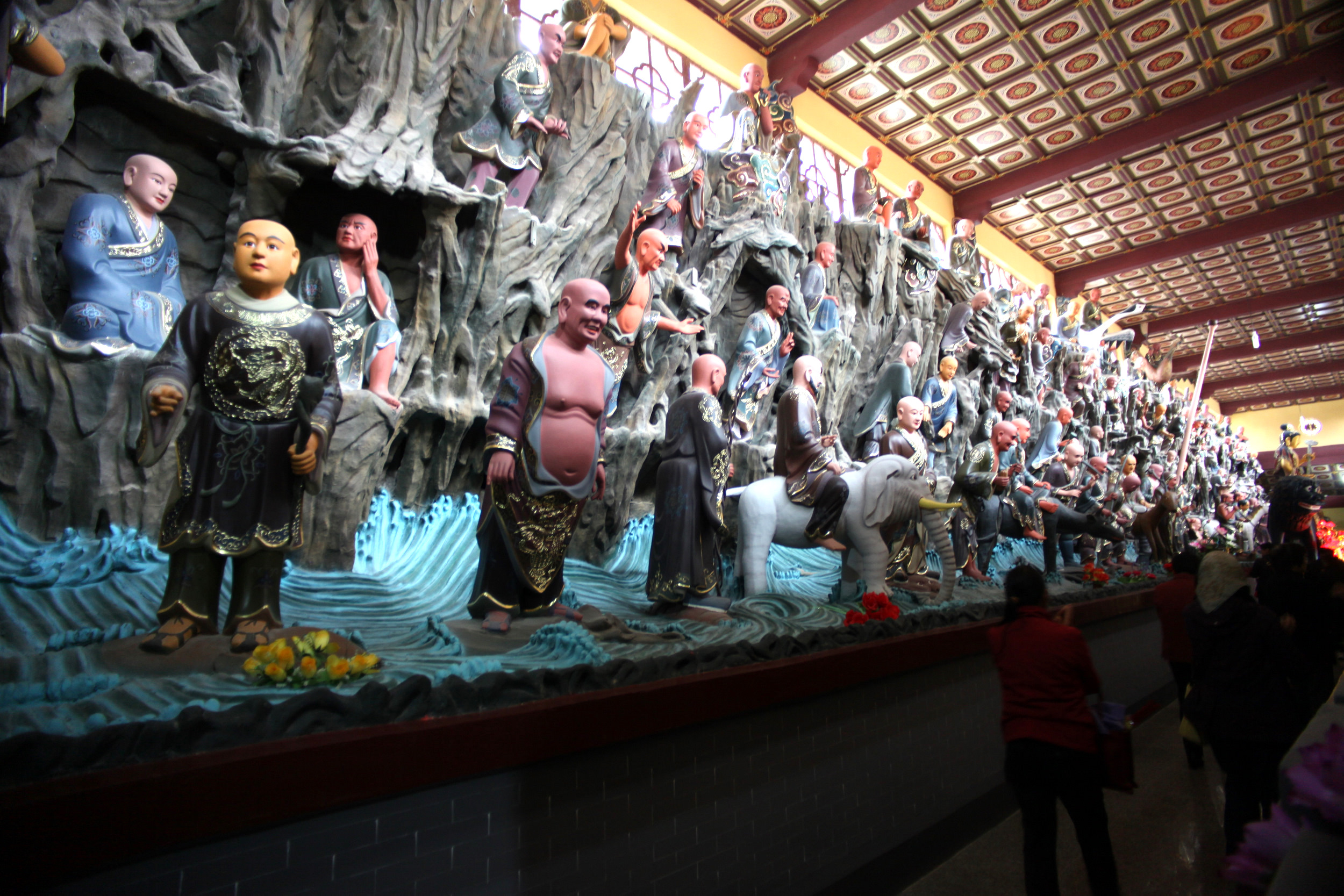
Donglintemplets arahant-hall.
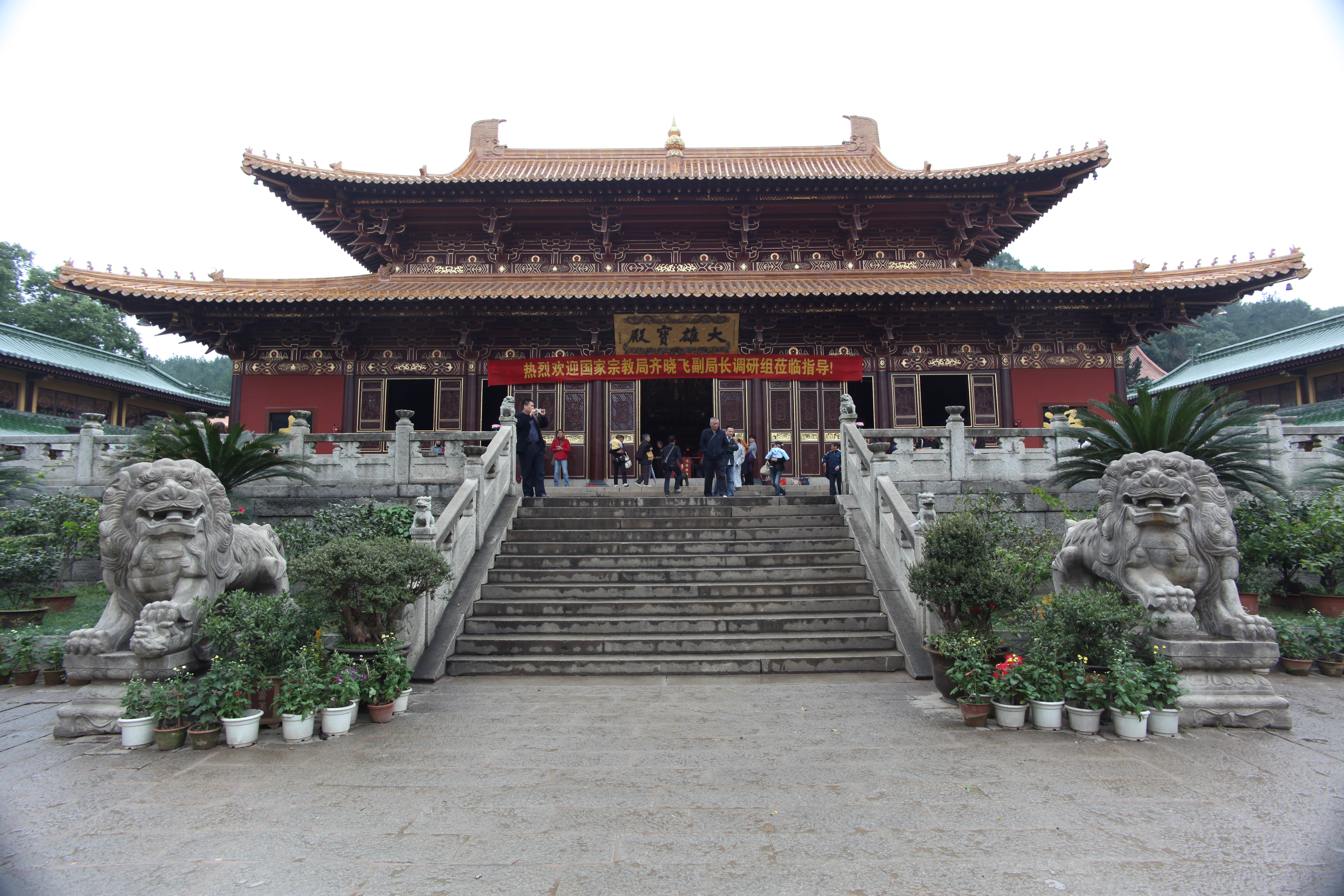
Huvudentén till Donglintemplet.
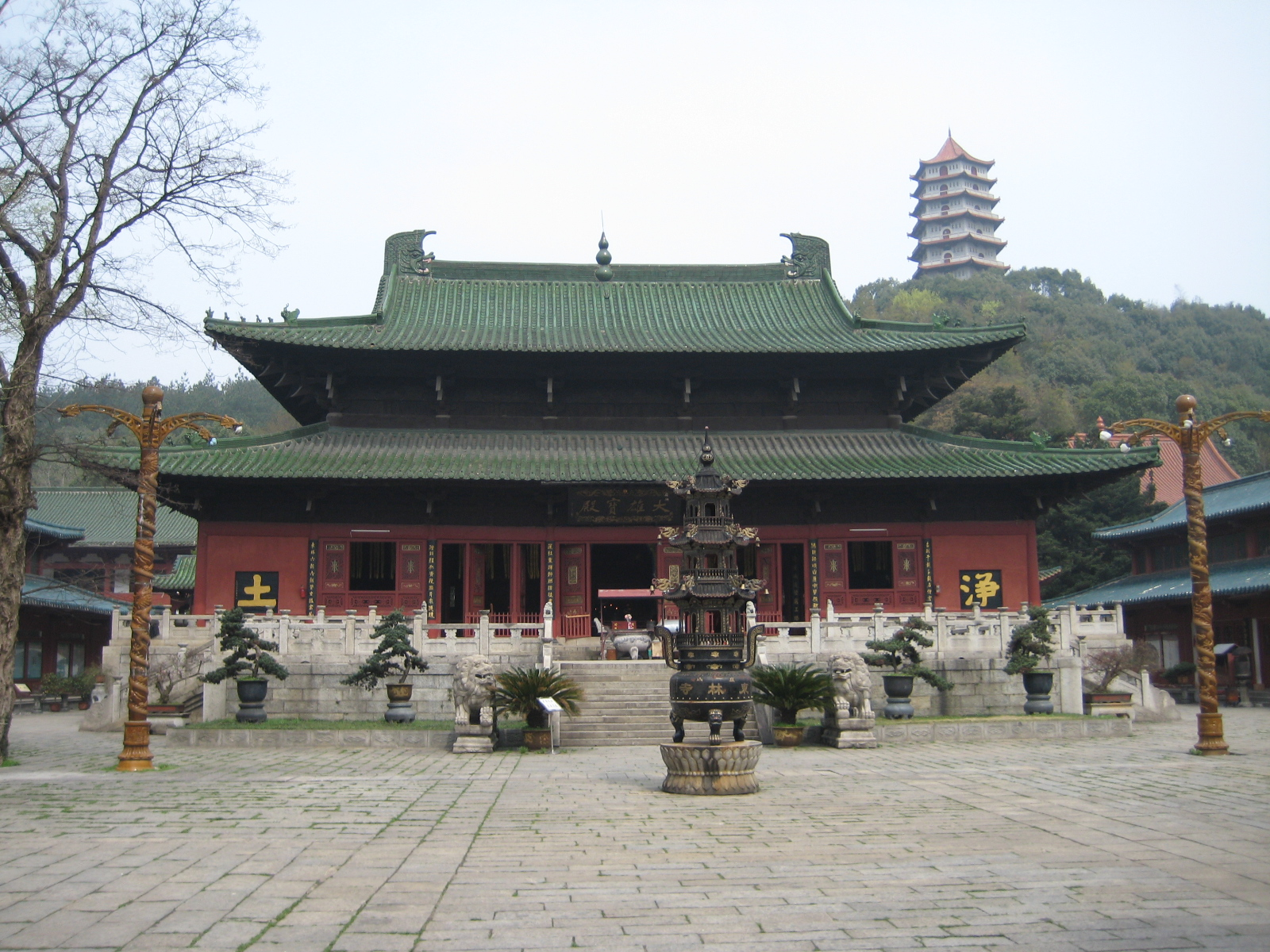
Donglintemplet